# Discula tetrica
Discula tetrica е изчезнал вид коремоного от семейство Hygromiidae.